# Morimopsis unicolor
Morimopsis unicolor là một loài bọ cánh cứng trong họ Cerambycidae.